# Rui Assubuji
Rui Assubuji, född 1964 på Ila do Ibo, Cabo Delgado, är en konstnär från Moçambique, verksam i huvudstaden Maputo. Han arbetar med video- och fotoproduktioner.